# Де Мюнк, Франс
Франс де Мюнк (нидерл. Frans de Munck; 20 августа 1922, Гус, Зеландия — 24 декабря 2010, Арнем) — нидерландский футболист и футбольный тренер.

## Карьера

### Клубная
Был первым легионером, который выступал за немецкий «Кёльн». Пользовался большой популярностью среди западногерманских болельщиц. После поражения в 1954 г. в финале Кубка Германии от «Штутгарта» со счётом 0:1, вернулся на родину, выступал за «Фортуну», ДУС и другие клубы. Становился чемпионом Нидерландов в составе ДУС’а (1957/58).

### В сборной
На протяжении одиннадцати лет (1949—1960) привлекался в национальную сборную, за которую провёл 31 матч.

### Тренерская
После окончания карьеры игрока, стал тренером, возглавляя нидерландские и бельгийские команды. В 1969—1971 гг. был наставником «Брюгге».

## Личная жизнь
В 1954 году снялся в роли Юргена Буссе в фильме режиссёра Роберта Штеммле «Идеальные супруги» (нем. Das ideale Brautpaar).

## Статистика

### Матчи де Мюнка за сборную Нидерландов
| Матчи де Мюнка за сборную Нидерландов | Матчи де Мюнка за сборную Нидерландов | Матчи де Мюнка за сборную Нидерландов | Матчи де Мюнка за сборную Нидерландов | Матчи де Мюнка за сборную Нидерландов | Матчи де Мюнка за сборную Нидерландов |
| ------------------------------------- | ------------------------------------- | ------------------------------------- | ------------------------------------- | ------------------------------------- | ------------------------------------- |
| №                                     | Дата                                  | Соперник                              | Счёт                                  | Пропущено голов                       | Соревнование                          |
| 1                                     | 23 апреля 1949                        | Франция                               | 4:1                                   | 1                                     | Товарищеский матч                     |
| 2                                     | 12 июня 1949                          | Дания                                 | 2:1                                   | 1                                     | Товарищеский матч                     |
| 3                                     | 13 марта 1955                         | Дания                                 | 1:1                                   | 1                                     | Товарищеский матч                     |
| 4                                     | 3 апреля 1955                         | Бельгия                               | 1:0                                   | —                                     | Товарищеский матч                     |
| 5                                     | 16 октября 1955                       | Бельгия                               | 2:2                                   | 2                                     | Товарищеский матч                     |
| 6                                     | 6 ноября 1955                         | Норвегия                              | 3:0                                   | —                                     | Товарищеский матч                     |
| 7                                     | 16 ноября 1955                        | Саар                                  | 2:1                                   | 1                                     | Товарищеский матч                     |
| 8                                     | 14 марта 1956                         | ФРГ                                   | 2:1                                   | 1                                     | Товарищеский матч                     |
| 9                                     | 8 апреля 1956                         | Бельгия                               | 1:0                                   | —                                     | Товарищеский матч                     |
| 10                                    | 10 мая 1956                           | Ирландия                              | 1:4                                   | 4                                     | Товарищеский матч                     |
| 11                                    | 6 июня 1956                           | Саар                                  | 3:2                                   | 2                                     | Товарищеский матч                     |
| 12                                    | 15 сентября 1956                      | Швейцария                             | 3:2                                   | 2                                     | Товарищеский матч                     |
| 13                                    | 14 октября 1956                       | Бельгия                               | 3:2                                   | 2                                     | Товарищеский матч                     |
| 14                                    | 30 января 1957                        | Испания                               | 1:5                                   | 5                                     | Товарищеский матч                     |
| 15                                    | 20 марта 1957                         | Люксембург                            | 4:1                                   | 1                                     | Чемпионат мира 1958 (отбор)           |
| 16                                    | 3 апреля 1957                         | ФРГ                                   | 1:2                                   | 2                                     | Товарищеский матч                     |
| 17                                    | 11 сентября 1957                      | Люксембург                            | 5:2                                   | 2                                     | Чемпионат мира 1958 (отбор)           |
| 18                                    | 25 сентября 1957                      | Австрия                               | 1:1                                   | 1                                     | Чемпионат мира 1958 (отбор)           |
| 19                                    | 17 ноября 1957                        | Бельгия                               | 5:2                                   | 2                                     | Товарищеский матч                     |
| 20                                    | 13 апреля 1958                        | Бельгия                               | 7:2                                   | 1                                     | Товарищеский матч                     |
| 21                                    | 4 мая 1958                            | Турция                                | 1:2                                   | 2                                     | Товарищеский матч                     |
| 22                                    | 28 мая 1958                           | Норвегия                              | 0:0                                   | —                                     | Товарищеский матч                     |
| 23                                    | 28 сентября 1958                      | Бельгия                               | 3:2                                   | 2                                     | Товарищеский матч                     |
| 24                                    | 15 октября 1958                       | Дания                                 | 5:1                                   | 1                                     | Товарищеский матч                     |
| 25                                    | 2 ноября 1958                         | Швейцария                             | 2:0                                   | —                                     | Товарищеский матч                     |
| 26                                    | 19 апреля 1959                        | Бельгия                               | 2:2                                   | 2                                     | Товарищеский матч                     |
| 27                                    | 10 мая 1959                           | Турция                                | 0:0                                   | —                                     | Товарищеский матч                     |
| 28                                    | 13 мая 1959                           | Болгария                              | 2:3                                   | 3                                     | Товарищеский матч                     |
| 29                                    | 27 мая 1959                           | Шотландия                             | 1:2                                   | 2                                     | Товарищеский матч                     |
| 30                                    | 3 апреля 1960                         | Болгария                              | 4:2                                   | 2                                     | Товарищеский матч                     |
| 31                                    | 24 апреля 1960                        | Бельгия                               | 1:2                                   | 2                                     | Товарищеский матч                     |

Итого: 31 матч / пропущено 47 голов; 18 побед, 6 ничьих, 7 поражений.